# 織田浩司
織田 浩司（おりた こうじ、1962年5月17日 - ）は、日本のサクソフォーン・フルート・クラリネット・トロンボーン・ドラム奏者。

## 略歴
大分県豊後高田市生まれ、山口県下関市育ち（公式には出身地を下関市としている）。山口県立豊浦高等学校卒業後、1990年7月に米米CLUBのホーンセクション「BIG HORNS BEE」にオリタ・ノボッタ名義で参加。以後、スタジオ・ミュージシャンやサポートメンバーとしてB.B.キング、Char、TUBE、小柳ゆき、平井堅、米倉利紀、鈴木雅之らと共演する。
吹奏楽の愛好家としても知られ、吹奏楽雑誌などへの寄稿や、全国各地のアマチュアの吹奏楽団体（市民吹奏楽団のような一般吹奏楽団体や、中学校・高等学校の吹奏楽団体）との共演・ゲスト出演やクリニック指導も行っている。音楽専門学校などにおいて講師として後進の指導にも当たっている。